# Vasilyevita
La vasilyevita és un mineral de la classe dels halurs. Anomenat en honor de Vladimir Ivanovich Vasilyev, del Servei Geològic de Novosibirsk (Rússia), el qual va descobrir nou minerals de mercuri.

## Característiques
La vasilyevita és un halur de fórmula química (Hg₂+)10I₃Br₂Cl(CO₃)O₆. Cristal·litza en el sistema triclínic. La seva duresa a l'escala de Mohs és 3. Acostuma a formar agregats buits arrodonits, probablement pseudomorfs de mercuri.
Segons la classificació de Nickel-Strunz, la terlinguacreekita pertany a «03.DD: Oxihalurs, hidroxihalurs i halurs amb doble enllaç, amb Hg» juntament amb els següents minerals: eglestonita, kadyrelita, poiarkovita, hanawaltita, terlinguaïta, pinchita, gianel·laïta, mosesita, kleinita, tedhadleyita, terlinguacreekita, kelyanita, aurivilliusita i comancheïta.

## Formació i jaciments
S'ha descrit als Estats Units (localitat tipus). Es troba en buits en cristalls de quars que formen petites vetes en roques carbonàtiques-silíciques bretxificades.